# Niall Collins

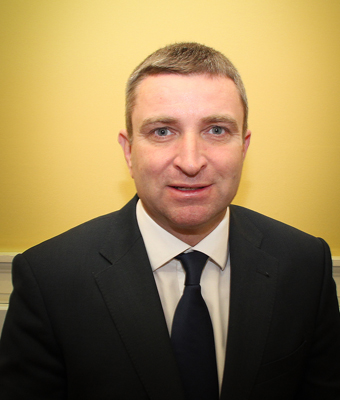
Niall Collins

Niall Collins (* 30. März 1973 in Limerick, County Limerick, Irland) ist ein irischer Politiker der Fianna Fáil (FF) und Staatsminister.

## Leben
Niall Collins wuchs in Limerick auf und studierte am Limerick Institute of Technology. Seine Onkel Michael J. Collins und Gerry Collins waren ebenso Teachta Dála wie der Großvater James John Collins. Nach dem Studium war er als Buchhalter bei Ernst & Young beschäftigt. 
Seine politische Karriere begann er im  Limerick County Council für den Ort Bruff. Bei den Wahlen 2007 konnte er erstmals einen Sitz im Dáil Éireann für den Wahlkreis Limerick West. Er konnte den Wahlkreis verteidigen, auch als dieser neu gestaltet wurde (Wahlen zum Dáil Éireann 2011: Wahlkreis Limerick. Wahlen zum Dáil Éireann 2016: Wahlkreis Limerick County).
Am 1. Juli 2020 wurde Niall Collins als Staatsminister für Fort- und Weiterbildung im Ministerium für Weiterbildung und Hochschulbildung, Forschung, Innovation und Wissenschaft in der Regierung Martin I ernannt. Beim Wechsel der Regierungsgeschäfte auf Leo Varadkar und später auf Simon Harris behielt er den Posten bei.
Niall Collins ist verheiratet und hat mit seiner Frau zwei Kinder.